# Guia Risari
Guia Risari (Milano, 14 agosto 1971) è una scrittrice e traduttrice italiana.

## Biografia
Milanese di nascita, Guia Risari nel 1990 consegue la maturità classica presso il Liceo Ginnasio Giuseppe Parini, per poi intraprendere gli studi di Filosofia morale all'Università, e laurearsi nel 1995 con una tesi su Jean Améry. Contemporaneamente agli studi lavora come giornalista per l'Unità e come educatrice sociale; inoltre partecipa in qualità di volontaria alla missione umanitaria presso il campo profughi di Klana.
Approfondisce quindi gli studi sull'antisemitismo attraverso il master in "Modern Jewish Studies" ("Studi ebraici moderni") conseguito nel 1997 presso l'università di Leeds.
Dal 1998 trascorre un lungo periodo in Francia per continuare gli studi a Montpellier, a Tolosa ed a Parigi. Tra il 1999 ed il 2008 si divide tra la Sorbona e La Sapienza di Roma. Nello stesso periodo lavora come bibliotecaria, docente, traduttrice, giornalista, scrittrice e conferenziera, senza mai abbandonare il volontariato.
L'autrice non di rado è traduttrice delle proprie stesse opere, che pubblica anche in lingue diverse. Gli studi effettuati, il surrealismo, la sensibilità verso le minoranze, la stima per i bambini, vengono rielaborati attraverso la scrittura, cui si dedica interamente a partire dal 2001.

## La produzione letteraria
Ad eccezione delle traduzioni e della saggistica, gli scritti di Guia Risari sono generalmente corredati da immagini create di volta in volta da vari autori: ad esempio dai colori di Elisa Macellari per Il decamerino o di Cecco Mariniello per Pane e oro e per La macchina di Celestino, dai collage di Marc Taeger per Achille il puntino, o dalle illustrazioni a matita di Arianna Floris per La porta di Anne.
Il pesce spada e la serratura è illustrato da Altan e richiama il gioco surrealista dei cadaveri eccellenti.
Il taccuino di Simone Weil è corredato dalle illustrazioni di Pia Valentinis. Il romanzo racconta le vicende reali e lo scenario storico in cui è vissuta Simone Weil, sotto forma di un diario immaginario. Stampato in una tipografia artigianale, e dotato di un segnalibro, il volume si presenta nella foggia di un taccuino vero: le pagine sono "in carta naturale realizzata con fibre di cotone" e la rilegatura è tenuta insieme da un elastico.
La terre respire, con gli acquarelli di Alessandro Sanna, rappresenta "un inno alla potenza della natura"; Le chat âme, illustrato da Ghislaine Herbéra, narra la storia di un gatto considerato come "animale-guida, sorta di doppio ancestrale"; Le Petit Chaperon bleu, con le immagini di Clémence Pollet, è una "versione surreale di Cappuccetto Rosso".
L'interazione fra scrittura e grafica, la cura dell'edizione, tipiche del libro d'artista, sono anche caratteristiche proprie del surrealismo ed in particolare del surrealismo femminile. Analogamente sono elementi comuni alla produzione letteraria del surrealismo femminile il libro-oggetto, l'interdisciplinarità, l'utilizzo della narrativa fiabesca popolata di creature magiche e di gatti considerati come alter ego, l'attenzione alla natura, il ricorso all'immaginazione ed alla scrittura per contrastare le negatività ed i pregiudizi razziali.

### I libri per bambini e i romanzi
In generale, gli scritti per l'infanzia di Guia Risari s'innestano nel nuovo modello letterario italiano del XXI secolo, tramite il quale i bambini vengono sollecitati ad una lettura attiva e critica, incoraggiati a rielaborare la realtà in maniera creativa. La bambina protagonista di Pane e oro, ad esempio, riesce a superare la propria umile condizione con la fantasia, con il solo aiuto di un foglio e di una matita.
Achille il puntino, pubblicato anche in Spagna e compreso nell'elenco di titoli Nati per leggere, fornisce ai piccoli lettori gli strumenti per scoprire nuovi mondi attraverso l'oralità, la lettura e la scrittura. Il punto infatti contiene in sé una pluralità di significati e di immagini, che prendono vita e si trasformano. Attraverso metamorfosi successive, il punto permette di visualizzare forme antropomorfe e sollecita i bambini a porre domande sul corpo umano, oggetto di curiosità e di mistero.
Il "potere salvifico della fantasia" contrasta perfino la realtà più tragica, come quella di Anna Frank, che Guia Risari rivisita attraverso La porta di Anne, in cui la persecuzione degli Ebrei è narrata in maniera da restare impressa nella memoria di tutti i lettori. Si tratta di una trasposizione creativa e corale degli studi sull'antisemitismo, che qualche anno prima aveva dato i suoi frutti nelle opere di saggistica dell'autrice.
Il romanzo Il viaggio di Lea è stato valutato tra i finalisti del "Premio Strega Ragazze e Ragazzi" 2016-17, Categoria +11.

### Gli studi sull'antisemitismo
Guia Risari si è occupata di antisemitismo da un punto di vista filosofico nel corso degli studi accademici a Leeds, analizzando poi sistematicamente anche il carattere dell'antisemitismo italiano attraverso l'opera di Giorgio Bassani. Risari fa riferimento soprattutto all'approccio critico della Scuola di Francoforte ed all'analisi condotta da Zygmunt Bauman sul rapporto tra modernità e l'olocausto, in base alle quali le caratteristiche dell'epoca moderna (ordine, omogeneità e funzionalità) hanno inasprito l'antico pregiudizio contro gli Ebrei, percepiti sempre più come "l'altro", il "diverso" da isolare e distruggere. Per la prima volta la macchina burocratica si fa carico di tale compito, deresponsabilizzando i singoli individui.
Accostandosi a Il romanzo di Ferrara di Bassani, Guia Risari prende inoltre in esame l'aspetto delle testimonianze letterarie dell'olocausto. La letteratura dell'olocausto, attraversando vari stadi dal diario, al saggio, alla poesia ed al racconto, si trasforma in strumento di commemorazione, interpretazione ed elaborazione degli eventi e dei traumi. Nel Romanzo di Ferrara l'autrice riconosce la complessità di un'opera che è “allo stesso tempo storica, narrativa e documento personale”, nella quale Bassani è insieme “reporter e testimone, che descrive, con consapevolezza crescente, la scena di un trauma personale e collettivo”, pur mantenendo toni pacati. L'enfasi di Bassani è infatti sulla necessità di preservare la memoria di un evento, l'olocausto, che ha macchiato una parte dell'umanità, e non sulla commiserazione delle vittime né sulla ferocia dei carnefici: ciò che conta è il diritto all'esistenza di ogni essere vivente.
In The document within the walls, scritto in inglese, Guia Risari sonda l'opera narrativa di Bassani con accuratezza, verificando perfino le cifre dei caduti sulla Lapide di via Mazzini, ed utilizzando un modello interpretativo che sfrutta sia i mezzi della critica letteraria, sia quelli della critica della società. Lo scopo della sua ricerca è esaminare l'antisemitismo in Italia durante il periodo fascista come è descritto nelle pagine del Romanzo di Ferrara, che andrebbe considerato “non una semplice raccolta di racconti, ma un vero e proprio documento” dell'integrazione ebrea e del tradimento italiano, della persecuzione fascista e della dolorosa disillusione delle vittime. L'autrice esprime dubbi sul "mito del buon italiano", in base al quale la persecuzione degli Ebrei in Italia sia stata meno feroce di quella nazista.
In Jean Améry. Il risentimento come morale, opera derivata dalla tesi di laurea e per la quale Guia Risari ha conseguito cinque premi, l'autrice suggerisce una rivalutazione della nozione di risentimento, che reputa "l'unico modo di moralizzare la vita e la storia". Il risentimento dei sopravvissuti ai campi di concentramento viene indicato quale sola maniera per emendare la storia, senza dimenticarla né perdonarla, e viene rivalutato sulla scia di Adorno e di Horkheimer, ossia affrancato dall'essere una reazione patologica e malsana. Améry rende pubblico il proprio risentimento senza falsi pudori: "la intuizione fondamentale di Améry consiste esattamente nell'aver compreso la complessa ambivalenza del risentimento, che è rifiuto del presente e, nello stesso tempo, legame emotivo, esistenziale, al passato", un "multiforme moto dell'animo, che consente di conservare e rivivere la memoria dell'offesa senza offuscare l'uso della ragione critica".
La necessità di non dimenticare è ripresa nel saggio introduttivo di Guia Risari all'edizione italiana di Le sang du ciel di Piotr Rawicz, tradotto dalla stessa Risari, che ripropone anche il doppio ruolo dell'autore quale testimone e narratore dell'olocausto, ribadendo l'importanza di dare voce al dolore causato da altri senza motivo, affinché non se ne perda la memoria.

## Alcune opere
La produzione letteraria di Guia Risari si estende a diversi generi.

### Saggistica
- (EN) The document within the walls : the romance of Bassani, 2ª ed., Market Harborough, Troubador, 2004  [1999], ISBN 1-899293-66-3.
- Jean Améry : il risentimento come morale, Milano, Franco Angeli, 2002, ISBN 88-464-3402-1.
- (FR) Un ciel de sang et de cendres : Piotr Rawicz et la solitude du témoin, AA. VV., Paris, Editions Kimé, 2013,  pp. 131-135, ISBN 978-2-84174-609-5.
- Jean Améry : il risentimento come morale, 2ª ed., Roma, Castelvecchi, 2016, ISBN 978-88-6944-607-8.
- Il diario di Anne Frank, Milano, Mondadori, 2019, ISBN 978-88-04-71865-9.

### Romanzi
- Il taccuino di Simone Weil, ill. P. Valentinis, Palermo, RueBallu, 2014, ISBN 978-88-95689-15-9.
- Il decamerino, ill. E. Macellari, Milano, Oscar Mondadori, 2015, ISBN 978-88-04-65563-3.
- La porta di Anne, ill. A. Floris, Milano, Mondadori, 2016, ISBN 978-88-04-65888-7.
- Il viaggio di Lea, ill. I. Bruno, San Dorligo della Valle, EL Einaudi Ragazzi, 2016, ISBN 978-88-6656-330-3.
- Gli amici del fiume, ill. G. Rossi, Milano, San Paolo Ragazzi, 2017, ISBN 978-88-215-9972-9.
- Così chiamò l'Eterno, Viterbo, Stampa Alternativa, 2018, ISBN 978-88-6222-634-9.
- Il filo della speranza, Cagli, Settenove, 2021, ISBN 9788890860584.
- I giorni di Alban, ill. F. Gambatesa, Firenze, Giunti, 2023, ISBN 978-88-099-438-10.
- Notizie dalla fattoria Sottolmo, ill. A. Oberosler, Savignano sul Rubicone, Sabir, 2025, ISBN 9788831460828.

### Racconti
- Digestione, 2001
- Il segreto di Miguel la Lune, 2001
- Nuit Palestinienne, 2002
- Maemi, 2003
- Diario di Milaidis de los Angeles Casanova Carmina, 2003
- Le ore di Busan, 2003
- Les départs, 2004
- Dudé, 2005
- L'editto, 2006
- Pecore in Terra Santa, 2008
- In quella strada, 2009
- La moglie di Barbablù, 2010
- Quarto di luna, 2011
- Loris, 2012
- Il Soffio Millenario, 2012
- Colasabbia, 2012
- Le disavventure di Casanova, 2013
- In quella strada, 2013
- Chiave di Pioggia, 2014
- I pescatori, 2015
- Il poeta, 2015
- L'angelo dell'amore, 2015
- I giorni della prigione, 2016

### Poesia
- Quattro Stagioni, 2002
- J'ai vu, 2003
- Le Maître, 2015

### Drammaturgia
- La Pietra e il Bambino; La Pierre et l'Enfant, messo in scena da in italiano e in francese dalla compagnia Teatro Gioco Vita 2013[45]
- I canti dell'albero, messo in scena dalla compagnia Controluce 2019

### Surrealismo
- L'alfabeto dimezzato, illustrazioni di Chiara Carrer, Roma, Beisler, 2007, ISBN 978-88-7459-013-1.
- Il pesce spada e la serratura, illustrazioni di Francesco Tullio Altan, Roma, Beisler, 2007, ISBN 978-88-7459-012-4.[46]

### Letteratura per l'infanzia
- Pane e oro, illustrazioni di Cecco Mariniello, Modena, F. Panini Ragazzi, 2004, ISBN 88-8290-647-7.
- La macchina di Celestino, illustrazioni di Cecco Mariniello, Roma, Lapis, 2006, ISBN 88-7874-014-4.
- (ES) Aquiles el puntito, illustrazioni di Marc Taeger, Pontevedra, Kalandraka, 2006, ISBN 84-96388-35-2.
- (CA) Aquil.les el puntet, traduzione di Joao Barahona, Pontevedra-Barcellona, Kalandraka-Hipòtesi, 2006, ISBN 84-934380-0-6.
- (GL) Aquiles o puntiño, traduzione di Xosé Ballesteros, Pontevedra, Kalandraka, 2006, ISBN 84-8464-568-1.
- Achille il puntino, illustrazioni di Marc Taeger, Firenze, Kalandraka, 2008, ISBN 978-88-95933-03-0.
- (PT) Aquiles o pontinho, traduzione di Elisabete Ramos, Lisboa, K alandraka Portugal, 2008, ISBN 978-972-8781-84-2.
- Il cavaliere che pestò la coda al drago, illustrazioni di Ilaria Urbinati, Torino, EDT-Giralangolo, 2008, ISBN 978-88-6040-348-3.
- (FR) La terre respire, illustrazioni di Alessandro Sanna, Nantes, MeMo, 2008, ISBN 978-2-35289-036-2.
- (FR) Le chat âme, illustrazioni di Ghislaine Herbéra, Nantes, Editions MeMo, 2010, ISBN 978-2-35289-094-2.
- La coda canterina, illustrazioni di Violeta Lopiz, Milano, Topipittori, 2010, ISBN 978-88-89210-48-2.
- Gli occhiali fantastici, illustrazioni di Simone Rea, Modena, Franco Cosimo Panini, 2010, ISBN 978-88-570-0176-0.
- (FR) Le Petit Chaperon bleu, illustrazioni di Clémence Pollet, Paris, Le Baron Perché, 2012, ISBN 978-2-36080-054-4.
- (ES) Caperucita azul, illustrazioni di Clémence Pollet, S.A de C.V., Ediciones Castillo, 2013, ISBN 978-607-463-930-8.
- (ES) El regalo de la giganta, illustrazioni di Beatriz Martin Terceño, Barcelona, A Buen Paso, 2013, ISBN 978-84-941579-0-5.
- (FR) Je m'appelle Nako, illustrazioni di Magali Dulain, Paris, Le Baron Perché, 2014, ISBN 978-2-36080-099-5.
- Il regalo della gigantessa, Trapani, Buk Buk, 2015, ISBN 978-88-98065-10-3.
- (PT) O presente da giganta, Barueri, MOV Palavras, 2015, ISBN 978-85-68590-21-8.
- (ES) El vuelo de la familia Knitter, illustrazioni di Anna Castagnoli, Barcelona, A Buen Paso, 2016, ISBN 978-84-944076-9-7.
- Il volo della famiglia Knitter, illustrazioni di Anna Castagnoli, Trieste, Bohem Press, 2016, ISBN 978-88-95818-72-6.
- Se fossi un uccellino, illustrazioni di Simona Mulazzani, Loreto (AN), Eli-La Spiga edizioni, 2016, ISBN 978-88-468-3564-2.
- Il pigiama verde, illustrazioni di Andrea Alemanno, Belvedere Marittimo (CS), Coccole Books, 2016, ISBN 978-88-98346-62-2.
- I tre porcellini d'India, illustrazioni di Valeria Valenza, Loreto (AN), Eli-La Spiga edizioni, 2017, ISBN 978-88-468-3639-7.
- Gli amici del fiume, illustrazioni di Giulia Rossi, Cinisello Balsamo (MI), San Paolo, 2017, ISBN 978-88-215-9972-9.
- La tigre di Anatolio, illustrazioni di Giulia Rossi, Roma, Beisler, 2018, ISBN 978-88-7459-057-5.
- Elia il camminatore, illustrazioni di Giulia Rossi, Cinisello Balsamo (MI), San Paolo, 2018, ISBN 978-88-922-1410-1.
- La stella che non brilla, illustrazioni di Gioia Marchegiani, Verona, Gribaudo Editore, 2019, ISBN 978-88-580-2322-8.
- Una gallina nello zaino, illustrazioni di AnnaLaura Cantone, Milano, Terre di Mezzo, 2019, ISBN 978-88-6189-521-8.
- Una gallina in mongolfiera, illustrazioni di AnnaLaura Cantone, Milano, Terre di Mezzo, 2020, ISBN 978-88-6189-602-4.
- Una gallina in cattive acque, illustrazioni di AnnaLaura Cantone, Milano, Terre di Mezzo, 2023, ISBN 979-12-5996-151-8.

- Ada al contrario, illustrazioni di Francesca Bonanno, Cagli, Edizioni Settenove, 2019, ISBN 978-8898947423
- Mamma cerca casa, illustrazioni di Massimiliano Di Lauro, Milano, Paoline, 2019, ISBN 9788831551380
- Mi chiamo Nako, illustrazioni di Paolo D'Altan, Milano, Edizioni Paoline, 2020, ISBN 978-8831551878
- Molto molto orso, illustrazioni di Laura Orsolini, Trieste, Bohem Press, 2020, ISBN 978-88-32137-11-8
- Avanti tutta!, illustrazioni di Daniela Iride Murgia, Perugia, Edizioni Corsare, 2020, ISBN 9788899136598
- Le più belle storie della tradizione ebraica, illustrazioni di Cinzia Ghigliano, Verona, Edizioni Gribaudo, 2021, ISBN 9788858029435
- La terra respira, illustrazioni di Alessandro Sanna, Roma, Edizioni Lapis, 2021, ISBN 9788878748156
- Le più belle fiabe regionali italiane, illustrazioni di Fabiana Bocchi, Verona, Edizioni Gribaudo, 2021, ISBN 9788858038956
- Baci, illustrazioni di Andrea Calisi, Perugia, Edizioni Corsare, 2021, ISBN 9788899136697
- Non siamo angeli, illustrazioni di Alicia Baladan, Cagli, Edizioni Settenove, 2022, ISBN 9788898947744
- Alza la testa!, illustrazioni di Paolo D'Altan, Milano, Edizioni Gribaudo, 2022, ISBN 9788858040027
- Voglio il mio mostro, illustrazioni di Ceylan Aran, Roma, Edizioni Lapis, 2022, ISBN 9788878748774
- In quel baule, illustrazioni di Laura Orsolini, Trieste, Edizioni Bohem Press Italia, 2022, ISBN 9788832137224
- Non temere, illustrazioni di Daniela Tieni, Roma, Edizioni Lapis, 2023, ISBN 9788878749160
- Lupo di Farina, illustrazioni di Alice Coppini, Roma, Edizioni Lapis, 2023, ISBN 9788878748866
- Viaggio di un bacio, illustrazioni di Elena Baboni, Roma, Edizioni Lapis, 2023, ISBN 9788878749498
- Splendide crature, illustrazioni di Cinzia Ghigliano, Cagli, Edizioni Settenove, 2024, ISBN 9791281477049
- Mirabasso e Altamira, illustrazioni di Sergio Olivotti, Roma, Edizioni Lapis, 2024, ISBN 9791255190189
- Il gatto anima, illustrazioni di Ghislaine Herbéra, Calco, Edizioni Piuma, 2025, ISBN 9788897443766
- Sentiers, illustrazioni di Andrea Calisi, Parigi, Ed. Cambourakis, 2025, ISBN 9782366249903
- Haiku per esplorare il mondo, illustrazioni di Maki Hasegawa, Firenze, Edizioni Giunti, 2025, ISBN 9791223200605
- Il tram numero fiore, illustrazioni di Federico Delicado, Firenze, Kalandraka, 2025, ISBN 9788413433462

### Traduzioni
- Anne-Sophie Brasme, La mia migliore amica, traduzione di Guia Risari, Feltrinelli, 2002, ISBN 88-07-70142-1.
- Tierno Monénembo, Il grande orfano, traduzione di Guia Risari, Milano, Feltrinelli, 2003, ISBN 88-07-01629-X.
- Maryse Condé, La vita perfida, traduzione di Guia Risari, Roma, Edizioni e/o, 2004, ISBN 88-7641-593-9.
- Marie Sellier, L'Africa, piccolo Chaka..., illustrazioni di Marion Lesage, traduzione di Guia Risari, Genova, L'Ippocampo, 2005, ISBN 88-88585-73-7.
- Piotr Rawicz, Il sangue del cielo, saggio introduttivo e traduzione di Guia Risari, Firenze, Giuntina, 2006, ISBN 88-8057-252-0.
- Jill Murphy, Cinque minuti di pace, traduzione di Guia Risari, Torino, EDT-Giralangolo, 2006, ISBN 88-6040-237-9.
- Jill Murphy, Una serata colorata, traduzione di Guia Risari, Torino, EDT-Giralangolo, 2006, ISBN 978-88-6040-357-5.
- Jill Murphy, La signora Enorme dorme, traduzione di Guia Risari, Torino, EDT-Giralangolo, 2006, ISBN 88-6040-263-8.
- Jill Murphy, Solo una fetta di torta, traduzione di Guia Risari, Torino, EDT-Giralangolo, 2006, ISBN 978-88-6040-356-8.
- Nadia Roman, Il Risveglio, traduzione di Guia Risari, Torino, EDT-Giralangolo, 2006, ISBN 88-6040-235-2.
- Laurence Cleyet-Merle, Il grande volo di Odilio, traduzione di Guia Risari, Torino, EDT-Giralangolo, 2006, ISBN 88-6040-234-4.
- Sylvette Hachemi, Afganistan, traduzione di Guia Risari, Torino, EDT-Giralangolo, 2006, ISBN 978-88-6040-214-1.
- Aude Le Morzadec, Cile, traduzione di Guia Risari, Torino, EDT-Giralangolo, 2006, ISBN 978-88-6040-230-1.
- Barbara Martinez, Cina, traduzione di Guia Risari, Torino, EDT-Giralangolo, 2006, ISBN 978-88-6040-213-4.
- Séverine Bourguignon, Dedi e il riso di Giava, traduzione di Guia Risari, Torino, EDT-Giralangolo, 2006, ISBN 978-88-6040-225-7.
- Mohamed Ad-Daïbouni, Fatna e la bianca Tetouan, traduzione di Guia Risari, Torino, EDT-Giralangolo, 2006, ISBN 978-88-6040-227-1.
- Marc-Henry Debidour, Giappone, traduzione di Guia Risari, Torino, EDT-Giralangolo, 2006, ISBN 978-88-6040-229-5.
- Sylvette Bareau, Crescence Bouvarel e Camille Pilet, India, traduzione di Guia Risari, Torino, EDT-Giralangolo, 2006, ISBN 978-88-6040-350-6.
- Etienne Appert, Ravi e i pescatori di Goa, traduzione di Guia Risari, Torino, EDT-Giralangolo, 2006, ISBN 978-88-6040-228-8.
- Françoise Guyon e Roger Orengo, Thi Thêm e la fabbrica di giocattoli, traduzione e adattamento di Guia Risari, Torino, EDT-Giralangolo, 2006, ISBN 978-88-6040-351-3.
- Séverine Bourguignon, Il Tukul di Yussuf, traduzione di Guia Risari, Torino, EDT-Giralangolo, 2006, ISBN 2-84166-265-9.
- Jacquie Wines, Il pianeta lo salvo io...in 101 mosse!, traduzione e adattamento di Guia Risari, Torino, EDT-Giralangolo, 2007, ISBN 88-6040-252-2.
- Jean de La Fontaine, Favole di La Fontaine, illustrazioni di Thierry Dedieu, nuova traduzione di Guia Risari, vol. 2, Milano, L'Ippocampo, 2007, ISBN 88-95363-95-7.
- Jean de La Fontaine, Favole di La Fontaine, illustrazioni di Thierry Dedieu, nuova traduzione di Guia Risari, vol. 1, Milano, L'Ippocampo, 2007, ISBN 88-95363-94-9.
- Anne-Sophie Brasme, La mia migliore amica, nuova traduzione di Guia Risari, Milano, Kowalski, 2008, ISBN 2-213-61030-4.
- Michael Hoeye, Il tempo delle rose, traduzione di Guia Risari, Milano, Salani, 2009, ISBN 978-88-8451-978-8.
- Jakob Grimm e Wilhelm Grimm, Biancaneve, traduzione di Guia Risari, Milano, Nord-Sud, 2009, ISBN 978-88-8203-923-3.
- Dav Pilkey, I coniglietti tontoloni, traduzione di Guia Risari, Milano, Nord-Sud, 2009, ISBN 978-88-8203-897-7.
- Dav Pilkey, Largo ai coniglietti tontoloni, traduzione di Guia Risari, Milano, Nord-Sud, 2009, ISBN 978-88-8203-898-4.
- Jan Fearnley, Marta sta nel mezzo, traduzione di Guia Risari, Milano, Nord-Sud, 2009, ISBN 978-88-8203-924-0.
- David Benedictus, Ritorno al bosco dei cento acri, traduzione di Guia Risari, Milano, Nord-Sud, 2009, ISBN 978-88-8203-941-7.
- Sylvain Trudel, Le chiavi della notte, traduzione di Guia Risari, Padova, ALET, 2010, ISBN 978-88-7520-157-9.
- Robert Marich, Non solo baci. I più grandi film d'amore, traduzione di Guia Risari, Vercelli, White Star, 2010, ISBN 88-540-1528-8.
- Tonino Benacquista, Gli uomini del giovedì, traduzione di Guia Risari, Roma, e/o, 2012, ISBN 978-88-6632-112-5.
- David Almond, Il bambino che si arrampicò fino alla luna, traduzione di Guia Risari, Milano, Salani, 2012, ISBN 978-88-6256-829-6.
- Dominique Demers, Sos: nuova prof., traduzione di Guia Risari, San Dorligo della Valle, EL Einaudi ragazzi, 2017, ISBN 978-88-6656-375-4.
- Claire Cantais, Il mio superserciziario femminista, traduzione di Guia Risari, Cagli, Edizioni Settenovei, 2020, ISBN 9788898947416.
- Emily Dickinson, Una goccia sul melo, traduzione di Guia Risari, San Dorligo della Valle, EL Einaudi ragazzi, 2021, ISBN 9788866566397.
- Remy Charlip, Sottobraccio, traduzione di Guia Risari, Cervinara, Edizioni Primavera, 2021, ISBN 9788885592322.
- Rosie Haine, La nudità che male fa?, traduzione di Guia Risari, Cagli, Edizioni Settenove, 2021, ISBN 9788898947621.